# 카를로스 구르페기
카를로스 구르페기 나우시아(스페인어: Carlos Gurpegui Nausia, 1980년 8월 19일, 나바라 주 팜플로나 ~)는 스페인의 축구 감독이자 전직 선수로, 현역 시절 중앙 수비수나 수비형 미드필더로 활약했다.
그는 현역 시절 전부를 아틀레틱 빌바오에서 보냈는데, 2년 동안 난드롤론 양성 반응으로 제명되기도 했었다. 라 리가에서 14년을 활약하면서, 그는 모든 대회 통틀어 393번의 경기에 출전해 22골을 기록했다.

## 클럽 경력
구르페기는 팜플로나 출신으로, 나바라 주 안도시야 군에서 보냈고, 아틀레틱 빌바오의 레사마 유소년부를 졸업해 2002년 3월 31일에 2-5로 패한 비야레알과의 원정 경기에서 라 리가와 1군 신고식을 치렀고, 4년 동안 121경기에 출전해 1군으로서의 입지를 다졌다. 2004년 1월 17일, 그는 1-1로 캄 노우에서 비긴 바르셀로나와의 원정 경기에서 막판 동점골의 주인공이 되기도 했다.
구르페기는 2-4로 패한 2002년 9월 1일 레알 소시에다드 원정 경기에서 2골을 기록해 분전했지만, 이 시즌의 난드롤론 양성으로 2003년 11월 3일부터 2년동안 출장하지 못하게 되었다. 징계는 잠시 유예되었는데, 이는 연속 항의와 그의 신체가 나날드론을 직접 합성한다는 주장으로부터 나온 말이었지만, 이의는 받아들여지지 못했고, 결국 2008년 4월 23일까지 유효한 중징계를 내렸다. 그러나, 아틀레틱 빌바오는 그를 방출하지도, 명단에서 제외하지도 않았고, 징계 해제 나흘 후에 레알 마드리드 원정에서 현장에 다시 투입되었지만, 0-3 패배를 막지 못했다.
2008-09 시즌, 구르페기는 주로 하비 마르티네스 신예의 부상과 함께 후보 선수로 주로 기용되었지만, 후반기로 가면서 주전 지위를 회복해 마르티네스와 공존했다. 2010년 11월 28일, 그는 1-0으로 이긴 오사수나와의 안방 경기에서 막판 결승골을 머리로 집어넣었다.
구르페기는 마르셀로 비엘사 감독의 취임과 함께 2011-12 시즌에 다시 후보 선수로 밀려났다. 2011년 10월 23일, 1-1로 비긴 발렌시아와의 원정 경기에서 후반 시작과 함께 안도니 이라올라와 교체되어 들어갔지만, 후반 시작한 지 얼마 지나지 않아 전방 십자 인대로 경기장을 빠져나가야 했고, 결국 시즌을 일찍 마무리했다.
2012년 여름, 마르티네스가 바이에른 뮌헨으로 떠나면서, 비엘사 감독은 구르페기를 수비형 미드필더에서 중앙 미드필더로 전향했다. 2013-14 시즌, 리그에서 4위를 차지하는데 도움을 준 그는 신예 에므리크 라포르트와 협력하여 이듬해 챔피언스리그 6경기에서 수비의 근간을 이루었다.
빌바오는 구르페기가 산 마메스에서 활약하던 시절에 코파 델 레이 결승전에 3번 진출했지만, 모두 바르셀로나에 패했다. 그는 세 경우 모두 후보로 대기했지만 결장했다. 그는 같은 상대를 맞이한 수페르코파 데 에스파냐의 2경기에 모두 출전해 선수단 주장으로 우승 트로피를 들어올렸다.
2016년 5월 11일, 전력 외로 밀려난 35세의 구르페기는 시즌 종료 후 은퇴할 것임을 발표했다.

## 국가대표팀 경력
구르페기는 비공식 바스크 대표팀 경기에 6번 출전(1골 기록)했고 나바라 대표팀으로도 출전한 경력이 있다.
구르페기는 빌바오 은퇴 이후인 2016년 5월 27일에 승부차기 끝에 이긴 코르시카와의 경기에서 마지막 바스크 대표팀 친선경기를 치렀다.

## 은퇴 후
은퇴 후, 구르페기는 아틀레틱 빌바오에서 감독일을 시작했는데, 아틀레틱 빌바오의 에르네스토 발베르데 1군 감독을 보좌하기도 했다. 그러나, 발베르데 감독이 2017년 여름에 바르셀로나로 이적할 당시 그는 따라가지 않았고, 호세 앙헬 시간다 신임 감독의 감독진에도 이름을 올리지 않았다. 대신, 구르페기는 구단의 홍보대사로 위촉되었다. 2021년 12월, 그는 구단 감독일을 다시 시작했는데, 파치 살리나스가 2군인 빌바오 아틀레틱의 감독으로 승진하면서 공석이 된 위성 구단인 바스코니아의 감독이 되었다.

## 사생활
카를로스 구르페기의 형 페드로 마리아도 축구 선수로, 현역 시절 공격수로 활약했다. 그는 오사수나의 2군 소속으로 활동했는데, 2000년에 준 프로 리그인 세군다 디비시온 B에서 카를로스와 페드로 마리아가 서로 맞대결을 펼쳤다.<
페드로 마리아의 현역 시절은 무릎 중상으로 중단되었고, 이후 상위권 리그에 참가하지 않았다.

## 경력 합계
| 구단            | 시즌      | 리그              | 리그 | 리그 | 컵   | 컵 | 대륙 | 대륙 | 기타 | 기타 | 합계 | 합계 |
| 구단            | 시즌      | 리그명            | 출장 | 골   | 출장 | 골 | 출장 | 골   | 출장 | 골   | 출장 | 골   |
| --------------- | --------- | ----------------- | ---- | ---- | ---- | -- | ---- | ---- | ---- | ---- | ---- | ---- |
| 이사라          | 1997–98   | 세군다 디비시온 B | 1    | 0    | 0    | 0  | —    | —    | —    | —    | 1    | 0    |
| 바스코니아      | 1999–2000 | 테르세라 디비시온 | 33   | 15   | —    | —  | —    | —    | —    | —    | 33   | 15   |
| 빌바오 아틀레틱 | 1999–2000 | 세군다 디비시온 B | 1    | 0    | —    | —  | —    | —    | —    | —    | 1    | 0    |
| 빌바오 아틀레틱 | 2000–01   | 세군다 디비시온 B | 23   | 2    | —    | —  | —    | —    | —    | —    | 23   | 2    |
| 빌바오 아틀레틱 | 2001–02   | 세군다 디비시온 B | 32   | 3    | —    | —  | —    | —    | —    | —    | 32   | 3    |
| 빌바오 아틀레틱 | 합계      | 합계              | 56   | 5    | 0    | 0  | 0    | 0    | 0    | 0    | 56   | 5    |
| 아틀레틱 빌바오 | 2001–02   | 라 리가           | 4    | 0    | 0    | 0  | —    | —    | —    | —    | 4    | 0    |
| 아틀레틱 빌바오 | 2002–03   | 라 리가           | 27   | 4    | 1    | 0  | —    | —    | —    | —    | 28   | 4    |
| 아틀레틱 빌바오 | 2003–04   | 라 리가           | 30   | 1    | 1    | 0  | —    | —    | —    | —    | 31   | 1    |
| 아틀레틱 빌바오 | 2004–05   | 라 리가           | 34   | 4    | 8    | 0  | 8    | 2    | —    | —    | 50   | 6    |
| 아틀레틱 빌바오 | 2005–06   | 라 리가           | 30   | 2    | 3    | 0  | —    | —    | —    | —    | 33   | 2    |
| 아틀레틱 빌바오 | 2006–07   | 라 리가           | 0    | 0    | 0    | 0  | —    | —    | —    | —    | 0    | 0    |
| 아틀레틱 빌바오 | 2007–08   | 라 리가           | 5    | 0    | 0    | 0  | —    | —    | —    | —    | 5    | 0    |
| 아틀레틱 빌바오 | 2008–09   | 라 리가           | 19   | 0    | 7    | 0  | —    | —    | —    | —    | 26   | 0    |
| 아틀레틱 빌바오 | 2009–10   | 라 리가           | 34   | 1    | 1    | 0  | 7    | 0    | 2    | 0    | 44   | 1    |
| 아틀레틱 빌바오 | 2010–11   | 라 리가           | 31   | 2    | 4    | 1  | —    | —    | —    | —    | 35   | 3    |
| 아틀레틱 빌바오 | 2011–12   | 라 리가           | 7    | 0    | 0    | 0  | 2    | 0    | —    | —    | 9    | 0    |
| 아틀레틱 빌바오 | 2012–13   | 라 리가           | 27   | 1    | 0    | 0  | 7    | 0    | —    | —    | 34   | 1    |
| 아틀레틱 빌바오 | 2013–14   | 라 리가           | 27   | 2    | 5    | 0  | —    | —    | —    | —    | 32   | 2    |
| 아틀레틱 빌바오 | 2014–15   | 라 리가           | 23   | 1    | 6    | 0  | 8    | 1    | —    | —    | 37   | 2    |
| 아틀레틱 빌바오 | 2015–16   | 라 리가           | 15   | 0    | 1    | 0  | 7    | 0    | 2    | 0    | 25   | 0    |
| 아틀레틱 빌바오 | 합계      | 합계              | 313  | 18   | 37   | 1  | 39   | 3    | 4    | 0    | 393  | 22   |
| 경력 합계       | 경력 합계 | 경력 합계         | 403  | 38   | 37   | 1  | 39   | 3    | 4    | 0    | 483  | 42   |

1. ↑  코파 델 레이 출장 경기 기록 포함.
2. 1 2 3 4 5  UEFA컵 출장 경기 기록 포함
3. ↑  출장 정지 징계
4. 1 2  수페르코파 데 에스파냐 출장 경기 기록 포함
5. ↑  챔피언스리그 및 유로파리그 출장 경기 기록 포함

## 수상
아틀레틱 빌바오
- 수페르코파 데 에스파냐
  - 우승: 2015[20]
  - 준우승: 2009
- 코파 델 레이 준우승: 2008–09, 2011–12, 2014–15

## 같이 보기
- 스포츠 도핑 사례 목록